# Martin Suter
Martin Suter (* 29. února 1948 Curych) je švýcarský spisovatel, známý zvláště díky svým sloupkům Business Class a od konce devadesátých let také díky svým románům.

## Život
Martin Suter je ženatý s architektkou Margrith Nay Suter. Žije střídavě na španělském ostrově Ibiza a v zimě v guatemalském Panajachelu.
Původně pracoval v reklamní agentuře, pak založil vlastní, svého času ve Švýcarsku největší a také předsedal sdružení Art Directors Club.
Psal také reportáže pro časopis Geo a je autorem řady televizních a filmových scénářů. Od roku 1991 pracuje zprvu jako žurnalista, dnes spisovatel na volné noze.

## Dílo

### Sloupky
Proslavil se svými pravidelnými týdenními sloupky Business Class zprvu v časopise Die Weltwoche (od roku 1992 do začátku roku 2004) a nyní ve víkendové příloze Das Magazin deníků Tages-Anzeiger, Basler Zeitung, Berner Zeitung a Solothurner Tagblatt.
Výběry sloupků vycházejí také knižně, poprvé v roce 2000 pod názvem Business Class.

### Romány
- Small World, 1997
- Die dunkle Seite des Mondes, 2000 – román byl vydán v roce 2006, a to jako Odvrácená strana Měsíce v překladu Lenky Houskové
- Ein perfekter Freund, 2002 – zfilmováno v roce 2006 francouzským režisérem Francisem Girodem pod názvem Un ami parfait
- Lila Lila, 2004
- Huber spannt aus, 2005
- Der Teufel von Mailand, 2006
- Der Koch, 2010 – román byl vydán v roce 2011, a to jako Kuchař v překladu Lucy Topoľské
- Elefant,[2] 2017

### Scénáře
- Beresina oder Die letzten Tage der Schweiz, 1999

### Ceny
V roce 1995 Cena rakouského průmyslu (Preis der österreichischen Industrie) na soutěži Josepha Rotha (Joseph Roth-Wettbewerb) v Klagenfurtu, za Bussines Class.
Small World byl oceněn 1997 Čestným darem kantonu Curych (Ehrengabe des Kantons Zürich) a 1998 francouzskou Cenou prvního zahraničního románu (Prix du premier roman étranger).
Ein perfekter Freund získal 2003 druhé místo Německé ceny detektivek (Deutscher Krimi Preis).